# Nanoq (film)
|  | Denne artikel er oprettet af botten Steenthbot ud fra en ekstern database. Den kan derfor have sproglige fejl eller mangler. Denne skabelon kan fjernes efter kontrol af indholdet. |

 For alternative betydninger, se Nanoq. (Se også artikler, som begynder med Nanoq)
Nanoq er en dansk kortfilm fra 2000 instrueret af Kunuk Platoú.